# (33910) Lestarge
2000 LJ9 (asteroide 33910) é um asteroide da cintura principal. Possui uma excentricidade de 0.15812050 e uma inclinação de 4.27877º.
Este asteroide foi descoberto no dia 5 de junho de 2000 por LINEAR em Socorro.